# Прага E-51
Прага E-51 је чехословачки једнокрилни, двомоторни, двотрупац, вишенаменски борбени авион (извиђач-лаки бомбардер) из 1938. године,
произвео га је фабрика авиона Прага.

## Пројектовање и развој
Чехословачко војно ваздухопловство је 1936. затражило нови тип извиђачког авиона. Међу компанијама које су се одазвале била је и Прага, тачније њен главни конструктор Јарослав Шлехта. Резултат овог напора био је авион Прага Е-51. Авион је  завршен у пролеће 1938. године, први пробни лет обављен је 26. маја 1938. године. Испоставило се да авион има низ недостатака. Било је потребно подесити крила и посебно заменити стрељачку куполу. Упркос проблемима, Е-51 је респектабилан авион. Међутим, припреме за серијску производњу су трајале предуго, у међувремену је дошло до нацистичке окупације. Једини произведени авион Немци су послали на тестирање у Немачку, где му се губи свски траг. Немци нису наставили са серијском производњом овог авиона, вероватно јер су били задовољни својим моделом Fw-189. Тако да авион Прага Е-51 никада није пуштен у оперативно коришћење.

## Технички опис
Прага Е-51 је био двомоторни нискокрилни авион, са гондолом трупа и два репна крака (трупа). Авион је био такозване „рам“ конструкције, имао је два трупа и два репа која су међусобно била спојена хоризонталним репним стабилизатором. Пар мотора Валтер Сагитта (Walter Sagitta) максималне снаге 404 kW давао је авиону максималну брзину од 380 km/h, авион је могао да достигне максималну висину од 7.000 m. Посаду су чинила три човека.
Два трупа авиона спајају моторне гондоле на крилу са репом авиона. Облик им је елипсаст а конструкција им је просторна решетка од челичних цеви обложене дрвеном лепенком. Кроз ове трупове су провучене инсталације неопходне за управљање авионом.
У централној гондоли се налази кабина пилота, навигатора (бомбера) или извиђача и стражњег стрелца, већ од намене авиона. Предњи и задњи део ове гондоле као и кабина пилота су били опремљени великим стакленим површинама.
Погонска група је имала линијски обрнути V-мотор ваздухом хлађен, Walter Sagitta I номиналне снаге 367,6 kW (500 KS), покретан металним пропелером са три крака променљивог корака.
Крило је дебелог профила, дрвене конструкције са две рамењаче кутијастог типа и ребра направљена од шперплоче. Облога крила је од дрвене лепенке. Крило је једноделно и на њему су такође од дрвета направљене гондоле за смештај мотора и централне гондоле за посаду и наоружање. Између два трупа крило је правоугаоног облика и у празнинама између центалне гондоле и гондола мотора су смештени резервоари за гориво. Делови крила од трупова ка њиховим крајевима су елиптичког облика. Са предње стране гондола за моторе су постављени носачи мотора који су направљени од заварених челичних цеви. За задње стране ових гондола су причвршћене челичне конструкције, носачи трупова авиона. Крила су опремљена елеронима (крилцима) и закрилцима који су дрвене конструкције обложени лепенком.
Вертикалне репне површине (вертикални стабилизатори) су саставни део трупова авиона и има их два. Конструкција им је од челичних цеви а облога од лепенке. За вертикалне стабилизаторе су прикачена кормила правца који су дрвене конструкције обложена лепенком. Хоризонтални стабилизатор има облик и конструкцију крила. Налази се између два трупа авиона и повезује их. За њега је везано кормило дубине а на средини хоризонталног стабилизатора са доње стране се налази репни точак.
Стајни трап прототипа је био фиксан и састојао се од две главне ноге са уљно-пнеуматским амортизерима, које су се налазиле испод крилних мотора. Гуме на точковима су биле балонске (нископритисне), точкови су били опремљени кочницама. Испод хоризонталног стабилизатора на репу који је спајао два трупа авиона налазио се самоуправљиви точак који се у току лета није увлачио у труп. Сви точкови су били обложени аеродинамичким облогама.

## Наоружање
Наоружање се састојало од два митраљеза Збројевка vz. 30 калибра 7,92 mm: један фиксан у трупу напред са 300 метака, а други у задњем делу авиона са 540 метака. Ако је авион коришћен као лаки бомбардер, могао би да носи бомбе укупне тежине 500 kg (1x200 kg; + 6x50kg).
| Наоружање авиона: Прага E-51   |                     |
| Ватрено (стрељачко) наоружање  |                     |
| Топ                            |                     |
| Митраљез                       |                     |
| Број и ознака митраљеза        | 2 x Zbrojevka vz.30 |
| Број метака                    | 300 + 540           |
| Калибар                        | 7,92                |
| Бомбардерско наоружање (бомбе) |                     |
| Класичне авио бомбе            | 1 x 200 + (6 x 50)  |
| Укупна маса                    | 500                 |
| Ракетно наоружање (ракете)     |                     |

## Верзије
Авион је направљен у једном примерку (прототип).

## Оперативно коришћење
Авион је у Чехословачкој искоришћен за детаљно опитовање и побољшање његових карактеристика (конструктивно побољшање). Овако напредни авион је пао у руке нациста, који су га однели у Луфтвафе центар за тестирање у Рехлину у северној Немачкој, тамо га неко време детаљно тестирали а затим предали фабрици авиона Клемм и ту му се губи сваки траг.  

## Земље које су користиле авион
- Чехословачка
- Нацистичка Немачка